# Kontinentální kůra

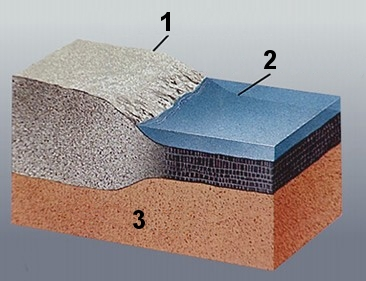
1 kontinentální kůra, 2 oceánská kůra, 3 astenosféra

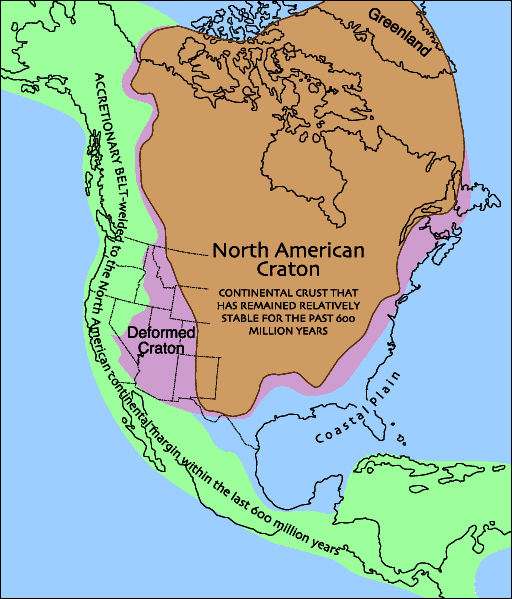
Kontinentální kůra a její rozloha

Kontinentální kůra je částí zemské kůry, která je vyvinuta pod pevninami. Její spodní hranicí je Conradova diskontinuita, která je však obtížně sledovatelná, neboť není souvisle vyvinutá a mívá i charakter pozvolného přechodu. Z fyzikálního hlediska je oblastí, ve které se podélné seismické vlny šíří rychlostí nižší než 6,2 km/s. Podle metamorfního modelu zemské kůry patří ke kontinentální kůře také bazaltová nebo gabrová vrstva společně s metamorfity granulitové facie (s rychlostí šíření vln mezi 6,5 a 7,2 km/s). Při tomto pojetí je pak spodní hranicí Mohorovičičova diskontinuita. Kontinentální kůra má oproti oceánské kůře výrazně větší mocnost – průměrně 35 km, přičemž extrémy dosahují hodnot až 90 km.
Hustota kontinentální kůry je menší než hustota kůry oceánské a pohybuje se okolo 2,8 g × cm−3, což je nejspíše jedním z důvodů, proč vystupuje kontinentální kůra nad oceánskou kůru. Z celkové rozlohy Země zabírají kontinenty jen asi 29 %, ale s oblastmi kontinentální kůry zatopené vodou v šelfových oblastech a s kontinentálními svahy tvoří celkem 41 % zemského povrchu.
Dominantně je tvořena kontinentální kůra vápenato-alkalickou řadou, která se projevuje formou dacitů a dioritů. Průměrná výška kontinentálních oblastí je 870 m n. m., ale vlivem denudace a eroze dochází k postupnému zarovnávání a snižování výšky. Oproti tomu působí srážky litosférických desek, které formují pohoří či pásemná pohoří.
Kontinentální kůra mohla vznikat už před čtyřmi miliardami let. Vznikla patrně před 3,7 miliardou let.

## Rozdělení kontinentální kůry
Vertikálně:
- svrchní kůra – 10 až 15 km – tvořena je převážně sedimenty, metamorfity, granity a bazalty. Takzvaná granitová vrstva je typická pro pevninský typ kůry.
- spodní kůra – je charakterizována ultrabazickým složením.

Horizontálně se na kontinentálních deskách dají vyčlenit tyto oblasti:
- štítové oblasti – nejstarší jádrové oblasti kontinentů. Erozí vypreparované oblasti hlubších magmatických plutonů, které se dříve nacházely v hlubinách Země.
- platformové oblasti – oblasti kontinentů, které jsou překryty druhotným výlevem lávového proudů. Ten má obvykle mocnost jen několik metrů, ale k výlevu dochází na ploše, která zaujímá několik tisíc až milionů m2, tzn. že oblasti jsou rozsáhlé.
- pásemná pohoří – oblasti probíhajícího horotvoří (orogeneze), např. Alpy. Mladá alpínská pohoří mají největší mocnost kůry (Himálaj až 80 km), prekambrické štíty 35–40 km. V oblasti Českého masívu je mocnost kůry 30–38 km, v Podunajské nížině jen 28 km. Růst mocnosti kůry v mladých pohořích je způsoben zejména narůstáním bazaltové vrstvy.

## Chemické složení
Složení kontinentální kůry je přibližně (hmotnostní procento): 58 % SiO2, 16 % Al2O3, 8 % FeO, 7 % CaO, 5 % MgO, 3 % Na2O, 1,5 % K2O.

## Vznik kontinentální kůry
Nejasnosti ohledně prvotního vzniku kontinentální kůry panují do dneška a mnohé nejasnosti a spory jsou stále živé.